# Kerpel Lipót
Kerpel Lipót (Leopold Kerpel, Kismarton, 1818. – Bécs, 1880. április 2.) festő.

## Életrajz
Festeni id. Markó Károlynál tanult Firenzében. 1846-tól Bécsben élt, 1848-ban elutazott Moszkvába, innét került vissza Bécsbe 1860-ban, Finnországon keresztül. Munkái festett táj- és arcképeket, kőrajzok. Tájképei aprólékosan kidolgozottak, realista stílusjegyeket hordonzak magukon. Egyik alkotását a Magyar Nemzeti Galéria, két itáliai tájképét a kismartoni Wolf-múzeum őrzi. Fraknó vára c. műve megtalálható a soproni Liszt Ferenc Múzeumban.